# Enchbatyn Gantujaa
Enchbatyn Gantujaa (mong. Энхбатын Гантуяа; ur. 26 maja 1995) – mongolska zapaśniczka walcząca w stylu wolnym. Brązowa medalistka mistrzostw świata w 2021, a także mistrzostw Azji w 2016. Trzecia w Pucharze Świata w 2017; czwarta w 2019. Trzecia na MŚ U-23 w 2017 i 2018 roku.